# (13914) Galegant
(13914) Galegant est un astéroïde de la ceinture principale.

## Description
(13914) Galegant est un astéroïde de la ceinture principale. Il fut découvert le 11 juin 1980 à l'Observatoire Palomar par Carolyn S. Shoemaker. Il présente une orbite caractérisée par un demi-grand axe de 2,58 UA, une excentricité de 0,27 et une inclinaison de 13,5° par rapport à l'écliptique.

## Compléments
L'astéroïde est nommé d’après Gale D. Gant, né en 1936, astronome amateur américain ayant contribué à l'organisation des archives photographiques sur plaques de verre du télescope Schmidt de 1,2 mètre de l’observatoire Palomar. Actif dans un rôle de direction au sein de la Mount Wilson Observatory Association, il a également apporté des contributions significatives à l’observatoire du mont Wilson, en Californie.